# Gião (Vila do Conde)
Gião es una freguesia portuguesa del municipio de Vila do Conde, con 4,93 km² de superficie y 1535 habitantes (2001). Su densidad de población es de 311,4 hab/km².